# Bajina Bašta
Pour les articles homonymes, voir Basta.
Bajina Bašta (en serbe cyrillique : Бајина Башта) est une ville et une municipalité situées dans l’ouest de la Serbie dans la vallée de la Drina. Elles font partie du district de Zlatibor. Au recensement de 2011, la ville comptait 9 133 habitants et la municipalité dont elle est le centre 26 043.
Bajina Bašta est située tout près du parc national de Tara, réputé pour la richesse de sa faune et de sa flore.

## Géographie
Bajina Bašta est située à l'ouest de la Serbie, sur la rive droite de la Drina, entre les rivières Rača et Pilica, sur les pentes orientales des monts Tara qui fait partie du groupe de montagnes de Stari Vlah, dans l'une des franges orientales des Alpes dinariques. Le territoire municipal, qui couvre une superficie de 673 km2 est essentiellement montagneux. Le point culminant de la Tara est le mont Kozji rid, qui s'élève à 1 591 m ; à Bajina Bašta, le massif comprend les sommets suivants : le Smiljevac (1 445 m), la Carevića Vis (1 426 m), la Bukova Glava (1 391 m), la  Vis 1 326 m), la Velika Glavica (1 275 m), le  Crni Vrh (1 261 m), le Borjak (1 210 m), la Visoka Glavica (1 175 m) et le Golubac (1 183 m).

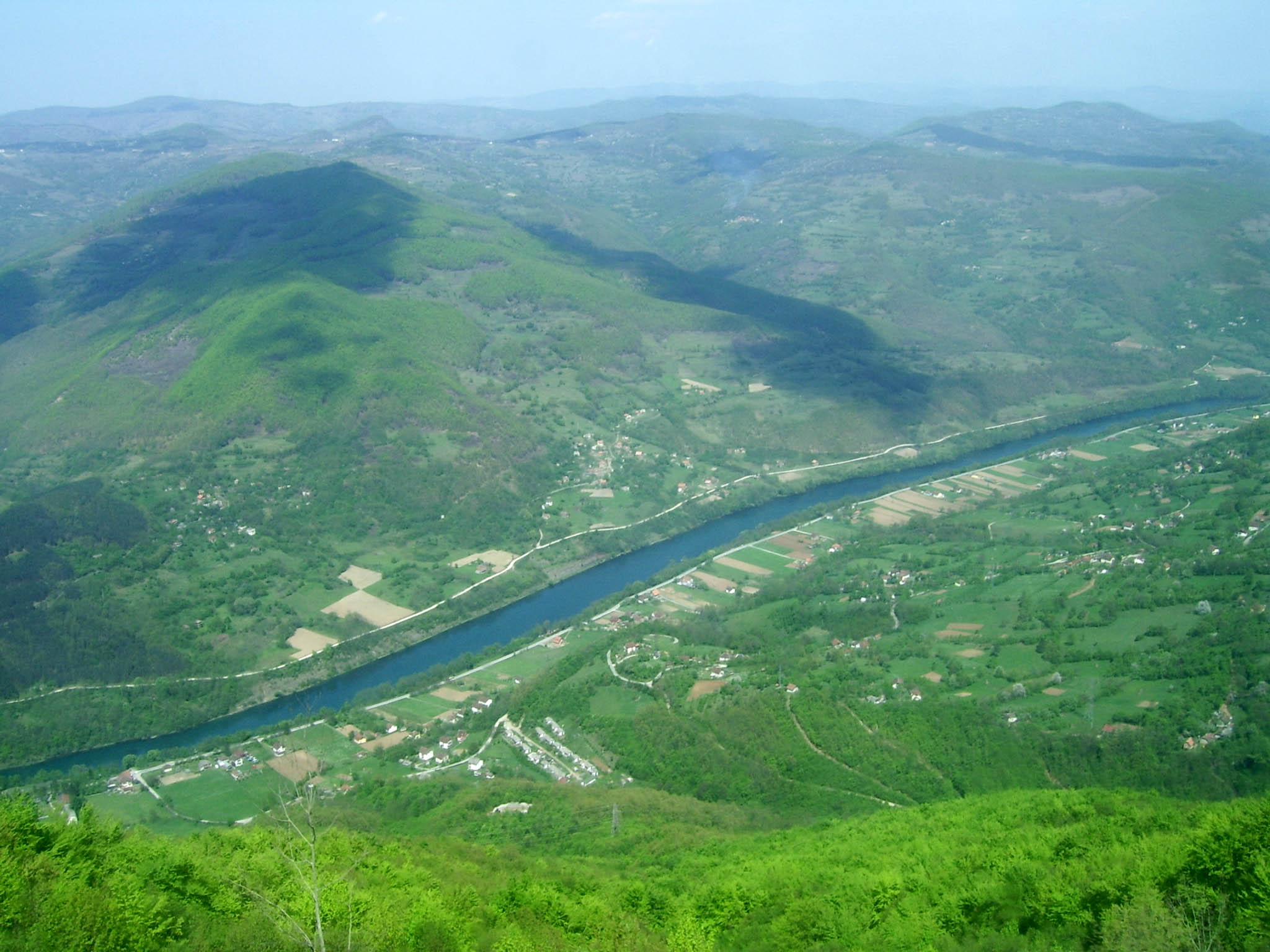
Les monts Tara et la Drina
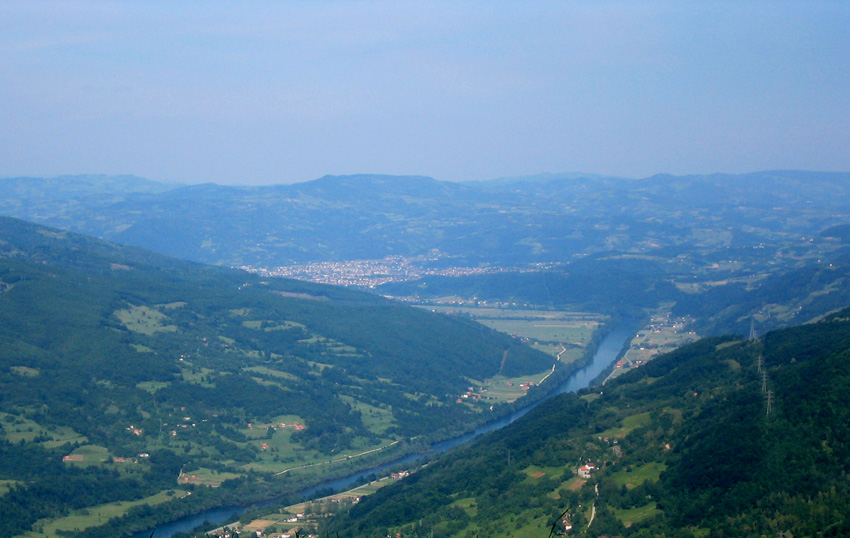
La vallée de la Drina, avec une vue panoramique de Bajina Bašta (au fond)

La Drina est la rivière principale du secteur. Près de Bajina Bašta, elle forme une série de gorges. D'autres rivières parcourent également la région, comme la Brusnica ou la Derventa, qui, elles aussi, coulent dans des vallées encaissées. On y trouve également d'autres petites rivières comme la Rača, la Pilica, le Crveni potok, le Bilo ou la Crvena stena. Le Vrelo, qui coule à Tara, est le plus petit cours d'eau de Serbie ; il est surnommé « la rivière d'un an » parce qu'il mesure 365 m. En raison du relief accidenté, les rivières forment de nombreuses chutes d'eau, comme celle Veliki Skakavac (en serbe cyrillique : Велики Скакавац водопад), la plus importante du secteur. Elle est située sur le cours du Beli Rzav, le « Rzav blanc », un des bras du Rzav de Zlatibor, qui, lui-même, est un affluent droit de la Drina ; elle tombe sur une hauteur de 15 mètres. Le massif comporte aussi de nombreuses sources. Celle de Perućac donne naissance au Vrelo ; celle de Lađevac, dans les gorges de la Rača, est célèbre pour ses eaux aux vertus thérapeutiques.
Le massif possède également deux lacs importants. Le lac de Perućac, à l'extrême nord de Tara, a été créé par la construction d'un barrage sur la Drina ; situé à une altitude de 290 m, il s'étend sur 12,4 km2 et ses eaux atteignent une profondeur de 70 m. Le lac de Zaovine est lui aussi un lac artificiel, formé à la suite de la construction d'un barrage sur le Beli Rzav ; célèbre pour ses eaux couleur émeraude, il est situé à 892 m d'altitude et couvre une superficie de 15 km2, avec une profondeur qui peut atteindre 80 m.

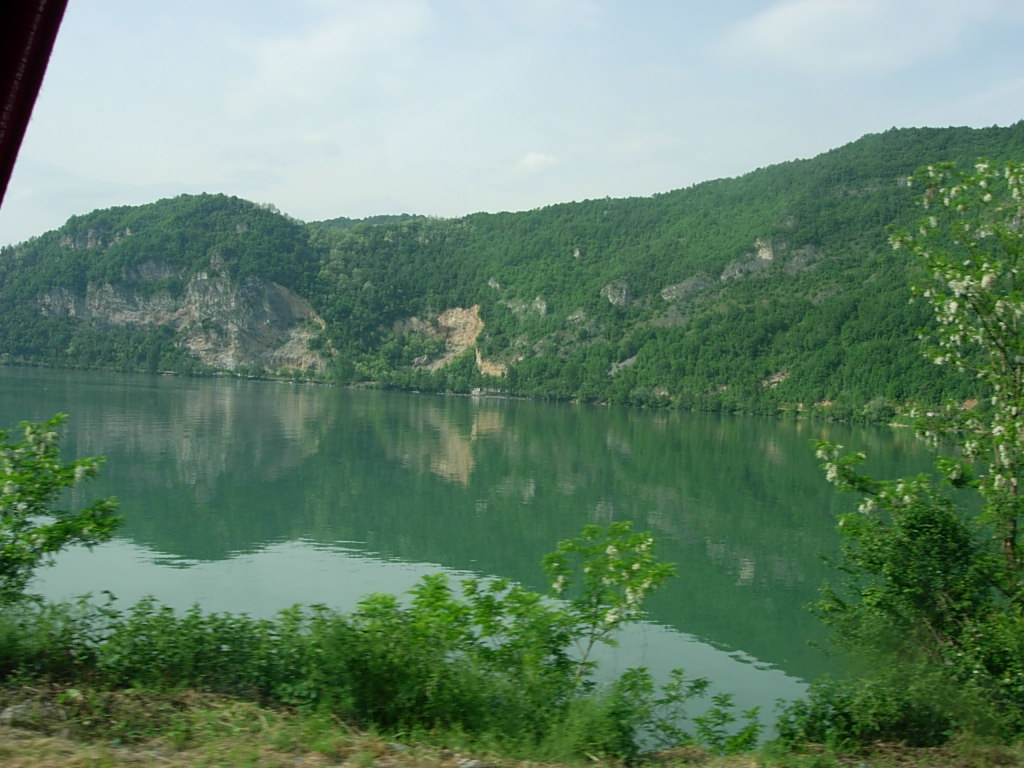
La Drina près de Bajina Bašta
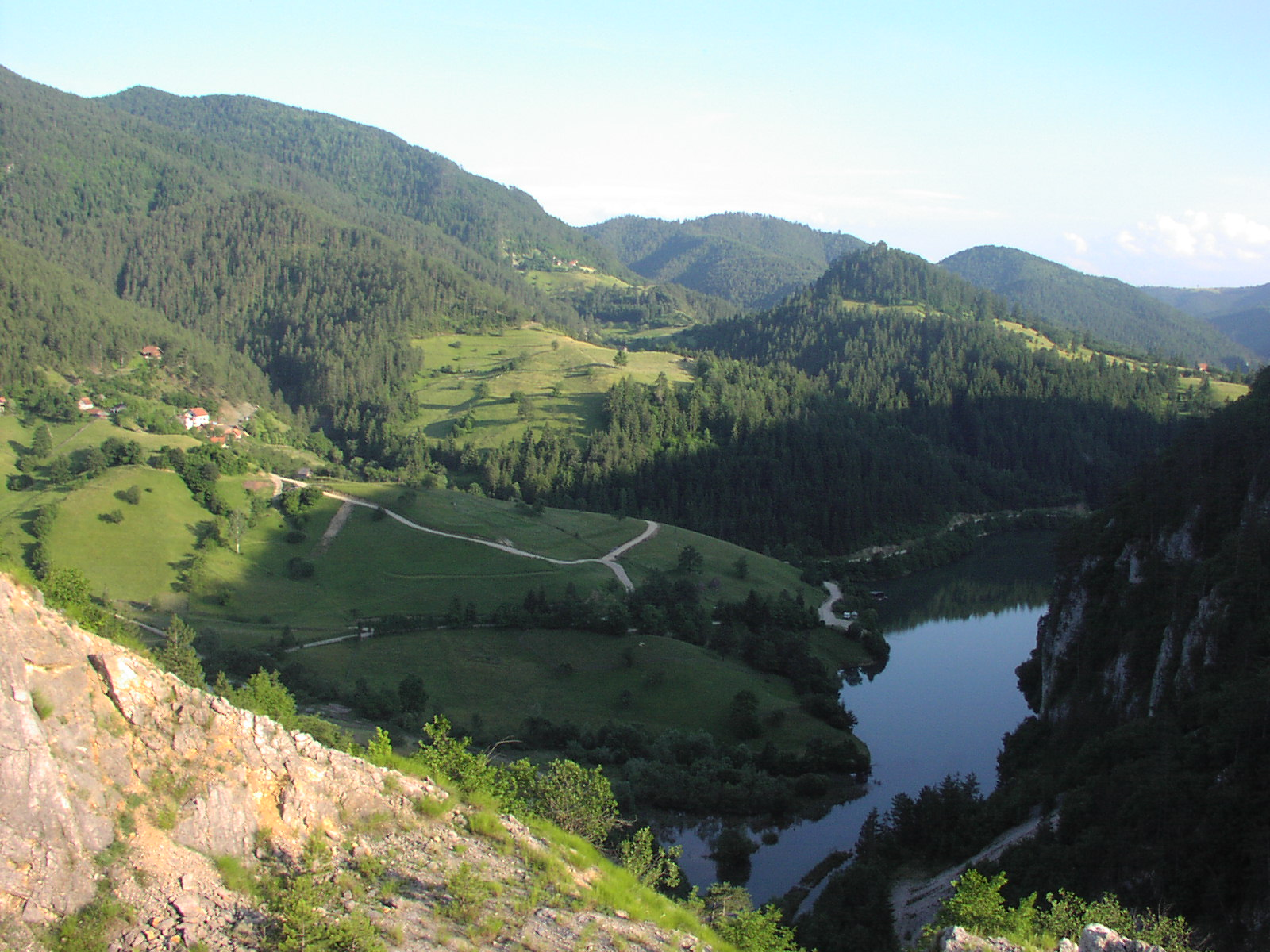
Le lac de Perućac

La municipalité de Bajina Bašta est entourée par celle de Ljubovija et par le territoire de la Ville de Valjevo au nord, par la municipalité de Kosjerić à l'est, par le territoire de la Ville d'Užice à l'est et sud ; elle est bordée par la frontière entre la Bosnie-Herzégovine et la Serbie à l'ouest et au nord-ouest. De l'autre côté de la frontière se trouvent les municipalités de Bratunac, Srebrenica et Višegrad, qui font toutes partie de la république serbe de Bosnie.

## Climat
Le massif de Tara sert de zone de contact entre des vents chauds venus du sud et des vents froids venus du nord. Bajina Bašta et sa région se caractérisent ainsi par un climat continental tempéré, avec des étés modérément chauds, des hivers marqués et des automnes aux températures plus clémentes que celles du printemps. Les étés y sont ensoleillés et la neige est abondante en hiver. La température moyenne annuelle, relevée à la station météorologique de Mitrovac, située à 1 082 m d'altitude, est de 5 °C ; tandis que la moyenne annuelle des précipitations est de 977,3 mm. L'humidité augmente avec l'altitude : les environs de Bajina Bašta sont subhumides, les environs de Perućac classés entre subhumides et humides ; Kaluđerske Bare est une zone humide et le secteur de Mitrovac se caractérise par un climat humide, avec une tendance perhumide.

## Histoire

### Préhistoire et Antiquité

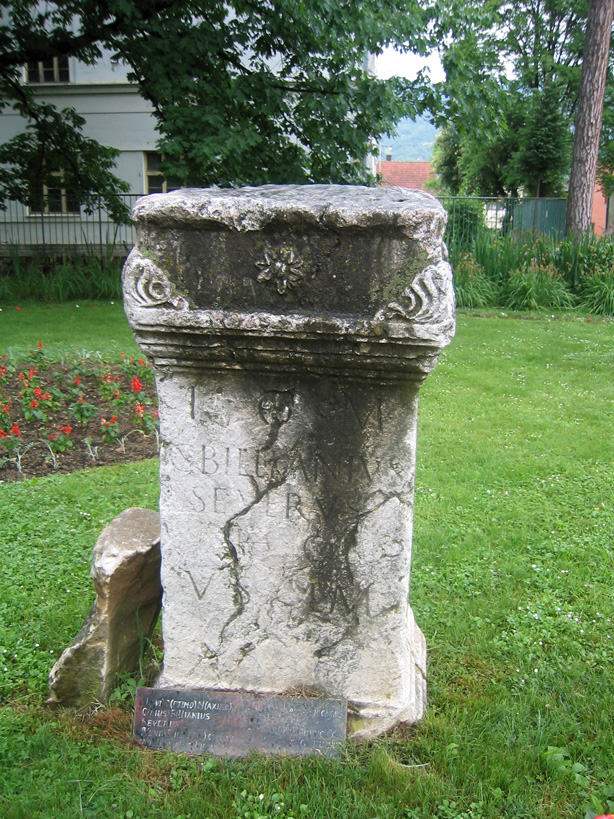
Colonne romaine dans le parc de Bajina Bašta

Les vestiges les plus anciens de la région remontent au Néolithique 5 000 av. J.-C.) et sont caractéristiques de la culture de Starčevo. On a notamment retrouvé les traces d'un village et des poteries sur le site de Kremenilo, sur le territoire de l'actuel village de Višesava, à 2,5 km du centre de Bajina Bašta ; les habitants du lieu se livraient alors à l'agriculture et à l'élevage. Le travail du métal est attesté sur le site de Jovin breg ; ce village était alors en relation avec d'autres communautés situées en Pannonie. Plus tard, les Illyriens, probablement des Autariates, ont habité la région, ainsi qu'en témoignent une hache de cuivre retrouvée à Zarožje et un poignard en bronze retrouvé à Crvica, ainsi que les bijoux, les armes et les nécropoles mis au jour à Obajgora et Pilica. Les Celtes se sont installés au sud-ouest de l'actuelle Serbie au IVe siècle av. J.-C. mais aucun témoignage de leur présence n'a encore été mis au jour dans la municipalité.
Pendant la période romaine, la région fit partie de la province d'Illyrie puis de celle de Dalmatie. Située en marge des centres de développement de l'Empire, elle était néanmoins traversée par une voie reliant la région de Požega à la colonie minière de Domavium, aujourd'hui Srebrenica. De nombreuses localités conservent des vestiges de cette époques, pierres tombales, autels, ruines de monuments, même si les pierres des bâtiments romains ont souvent servi à des constructions ultérieures. Dans le parc de Bajina Bašta, on peut encore voir deux autels romains dédicacés à Jupiter, dont l'un a été retrouvé en 1939 à Skelani (municipalité de Srebrenica), ainsi que les fragments des colonnes d'un temple à Jupiter mis au jour à Crkvina ; on a également retrouvé des vestiges datant des IIe et IIIe siècles Pilica, Perućac, Rastište et Dub.

### Moyen Âge

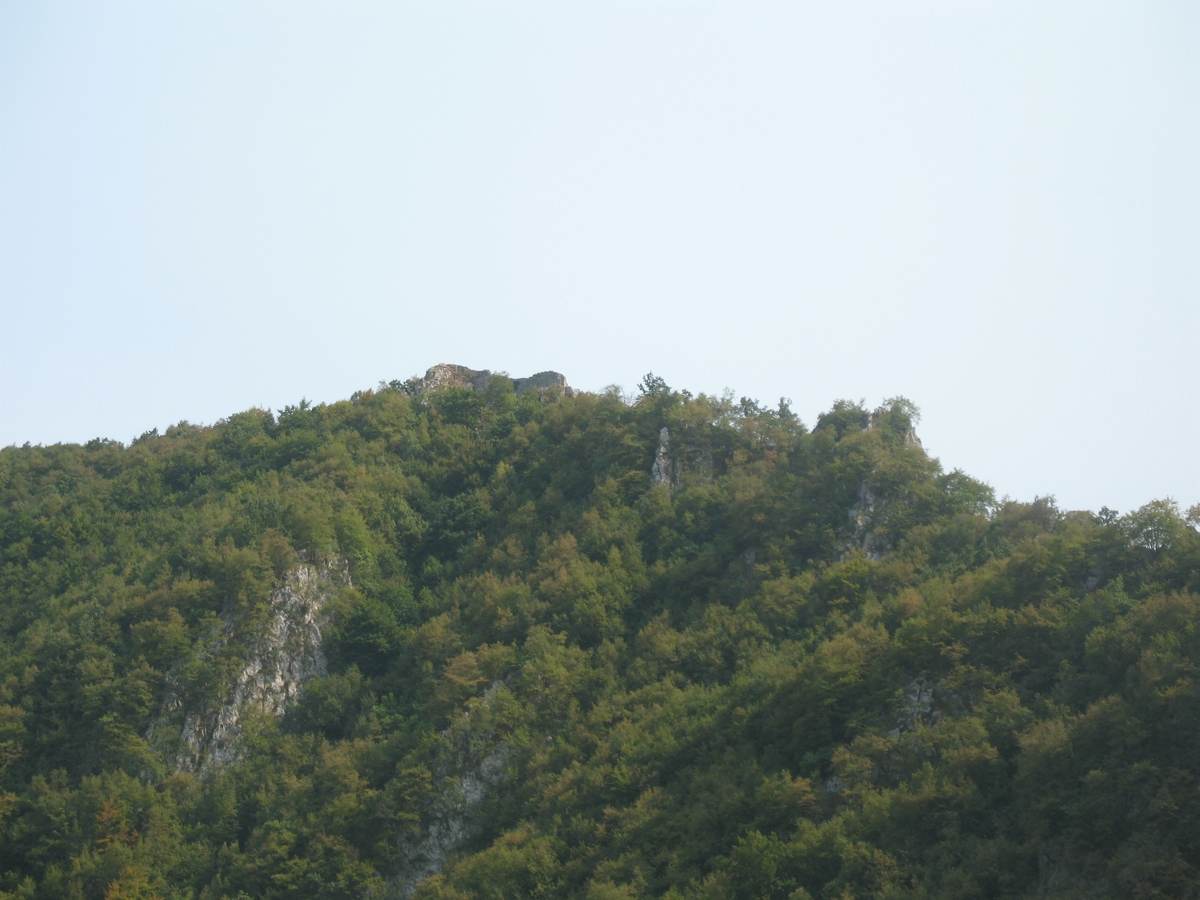
Les ruines de la forteresse de Solotnik

Pendant le Moyen Âge, la région était située à la périphérie de l'État serbe de Rascie, à la frontière de la Bosnie. De cette époque date la forteresse de Solotnik, située sur le territoire du village de Solotuša. Après l'abdication du roi Stefan Dragutin Nemanjić, en 1282, la région resta sous son contrôle ; de l'époque de ce roi, la région conserve le monastère de Rača, réputé pour le travail de transcription et d’enluminure de ses moines. Après la mort de l'empereur Dušan, en 1355, la région fit pour un temps partie des possessions de Nikola Altomanović ; mais ce féodal eut à affronter une armée conduite par le prince serbe Lazar Hrebeljanović et par le roi de Bosnie Tvrtko Ier et, fait prisonnier à Užice, il fut condamné à être aveuglé ; la région de Bajina Bašta entra dans les possessions du prince.

### Période ottomane

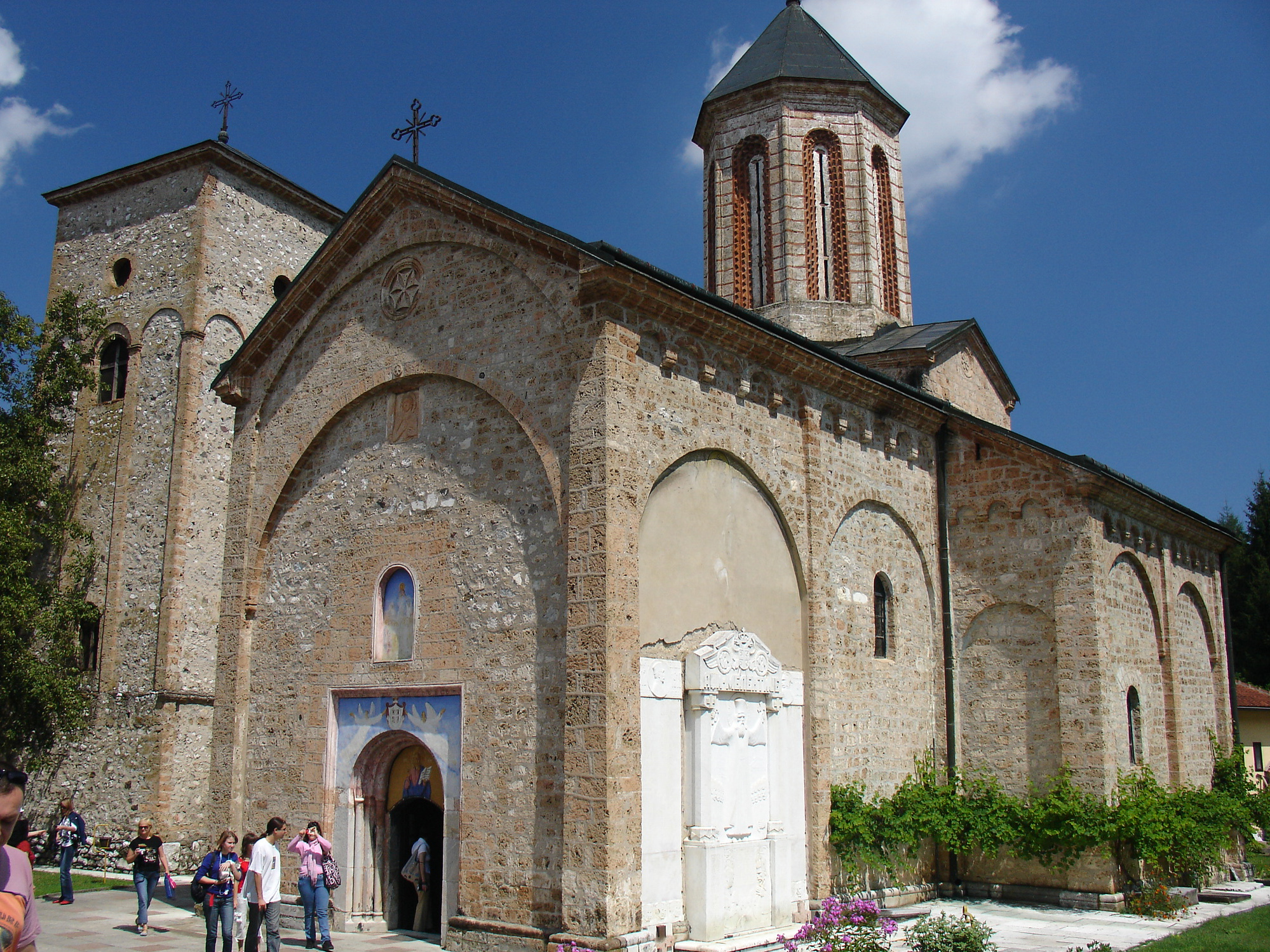
Le monastère de Rača

Après la conquête ottomane, la région fit partie de la nahija de Soko (Sokolska nahija) qui, en 1480, fut intégrée dans le sandjak de Zvornik, une subdivision de l'empire turc. Au cours du XVIIe siècle, le monastère de Rača joua un rôle important en tant que centre culturel de la région. Mais après la grande migration de 1690, conduite par le patriarche Arsenije III Čarnojević, les moines se réfugièrent en Autriche avec une grande partie de la population locale et le monastère fut déserté. Après la guerre austro-turque de 1716-1718 et à la suite du traité de Passarowitz (Požarevac), les Autrichiens obtinrent pour un temps le nord de la Serbie mais la région de Bajina Bašta resta sous domination ottomane. Au moment de la révolte de la Krajina de Koča, entre 1788 et 1791, la nahija de Soko fut entièrement libérée par les rebelles serbes mais, par le traité de Sistova de 1791, la frontière entre l'Autriche et l'Empire ottoman fut de nouveau établie sur la Save et les Turcs reprirent le contrôle de la région.
Lors du premier soulèvement serbe contre les Ottomans (1804-1813), des chefs originaires de la région de Rača jouèrent un rôle de premier plan, comme Jakov Nenadović et son frère le prêtre Mateja Nenadović, ainsi que Hadži Melentije Stefanović, qui était l'archimandrite du monastère de Rača, reconstruit sous son impulsion en 1795. Ce dernier devint voïvode de la nahija de Soko et il dirigea l'armée de Rača lors du siège d'Užice en 1805. Après la prise d'Užiče en 1807, le front de la Drina fut stabilisé mais après l'échec de ce premier soulèvement, la région fut l'objet de représailles de la part des Turcs et les insurgés durent se réfugier en Bosnie. Lors du second soulèvement serbe de 1815, les Račani (soldats de la région de Rača) prirent part aux batailles de Dublje et Ljubić. L'autonomie de la principauté de Serbie fut officiellement reconnue par la Sublime Porte en 1830.

### XIXesiècle

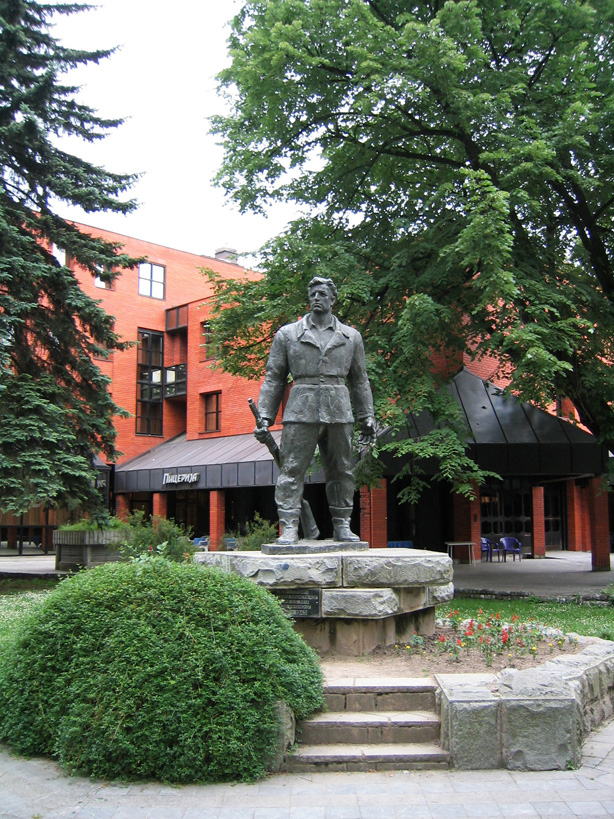
Le monument au soldat inconnu de la Seconde Guerre mondiale à Bajina Bašta

En 1834, Bajina Bašta fut édifiée sur les ruines de l’ancienne communauté turque de Pljeskovo qui était située sur la rive droite de la Drina, au pied du mont Tara. Vers la fin du XIXe siècle, selon un accord passé entre les Serbes et les Turcs, les musulmans de la région durent s’installer en Bosnie ; ils y construisirent les localités de Skelani et Dobrak. Le nom de Bajina Bašta provient des vergers et des potagers qui étaient situés sur la rive gauche de la rivière Pilica et qui appartenaient à un seigneur turc, Baja Osam. Bajina Bašta signifie « le jardin de Baja ». En 1858, la ville devint le centre administratif du district de Rača et, le 15 septembre 1872, le prince Milan IV Obrenović promulgua un décret qui lui accorda officiellement le statut de municipalité. Sur le plan économique, la localité connut un essor lié à l'élevage bovin, à l'industrie du bois et au tabac ; l'artisanat y connut aussi un premier développement. En 1866, Bajina Bašta comptait 66 foyers et 374 habitants et, à la fin des années 1860, la localité obtint officiellement le statut de ville. Après l'obtention de ce statut, Bajina Bašta connut un essor supplémentaire et prit l'allure d'une čaršija moderne. En 1878, la ville fut reliée par télégraphe à Užice ; un bureau de douane y ouvrit ses portes en 1880 et un bureau de poste en 1881. L'église Saint-Élie y fut construite en 1893.

### XXesiècle
Après la Première Guerre mondiale, la Drina cessa de jouer le rôle d'une frontière ; Bajina Bašta fit alors partie du royaume des Serbes, Croates et Slovènes, qui, en 1929, devint le royaume de Yougoslavie ; en 1929, la cité fut intégrée dans la Banovine de la Drina nouvellement créée. La ville connut alors un essor important, notamment dans le domaine du tourisme, et son aspect se modernisa. En 1939, Bajina Bašta comptait 27 restaurants et kafanas, ainsi que les deux hôtels Evropa et Bosna. En 1928, la centrale Perućac, sur la Drina, entra en service et la ville fut alors dotée de l'éclairage électrique.
Pendant la Seconde Guerre mondiale, les nazis envahirent la Serbie en avril 1941. Mais dès le 12 septembre 1941, la ville fut libérée par les Partisans communistes de Tito ; elle fit alors partie de l’éphémère république d'Užice, un État affranchi pendant quelques mois de l’occupation par les forces de l’Axe. Bajina Bašta fut définitivement libérée le 12 septembre 1944.
Après la guerre, la ville connut un important développement économique, notamment grâce à la centrale hydroélectrique Bajina Bašta à Perućac, la seconde en importance après celle de Đerdap sur le Danube.

## Localités de la municipalité de Bajina Bašta

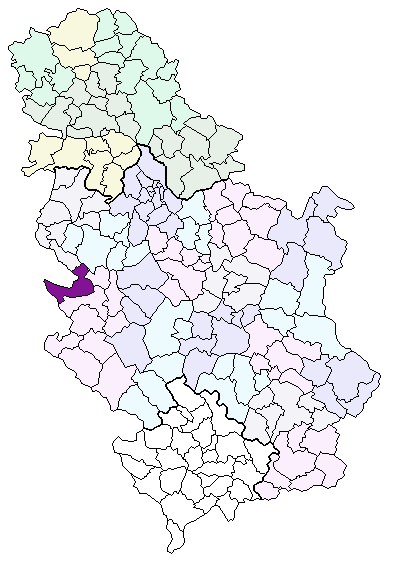
Localisation de la municipalité de Bajina Bašta en Serbie

La municipalité de Bajina Bašta compte 36 localités :
| - Bajina Bašta - Bačevci - Beserovina - Višesava - Gvozdac - Dobrotin - Draksin - Dub - Zaglavak - Zaovine - Zarožje - Zaugline | - Zlodol - Jagoštica - Jakalj - Jelovik - Konjska Reka - Kostojevići - Lug - Lještansko - Mala Reka - Obajgora - Ovčinja - Okletac | - Pepelj - Perućac - Pilica - Pridoli - Rastište - Rača - Rogačica - Sijerač - Solotuša - Strmovo - Cerje - Crvica |

Bajina Bašta est officiellement classée comme une « localité urbaine » (en serbe : градско насеље et gradsko naselje) ; toutes les autres localités sont considérées comme des « villages » (село/selo).

## Démographie

### Ville

#### Évolution historique de la population dans la ville
| 1948  | 1953  | 1961  | 1971  | 1981  | 1991  | 2002  | 2011  |
| ----- | ----- | ----- | ----- | ----- | ----- | ----- | ----- |
| 1 222 | 1 638 | 1 394 | 3 961 | 6 284 | 8 555 | 9 543 | 9 133 |

## Religion
Sur le plan religieux, Bajina Bašta et sa région sont essentiellement peuplées de Serbes orthodoxes ; elles relèvent de l'éparchie de Žiča (en serbe cyrillique : Епархија жичка), qui a son siège au monastère de Žiča, situé près de Kraljevo.

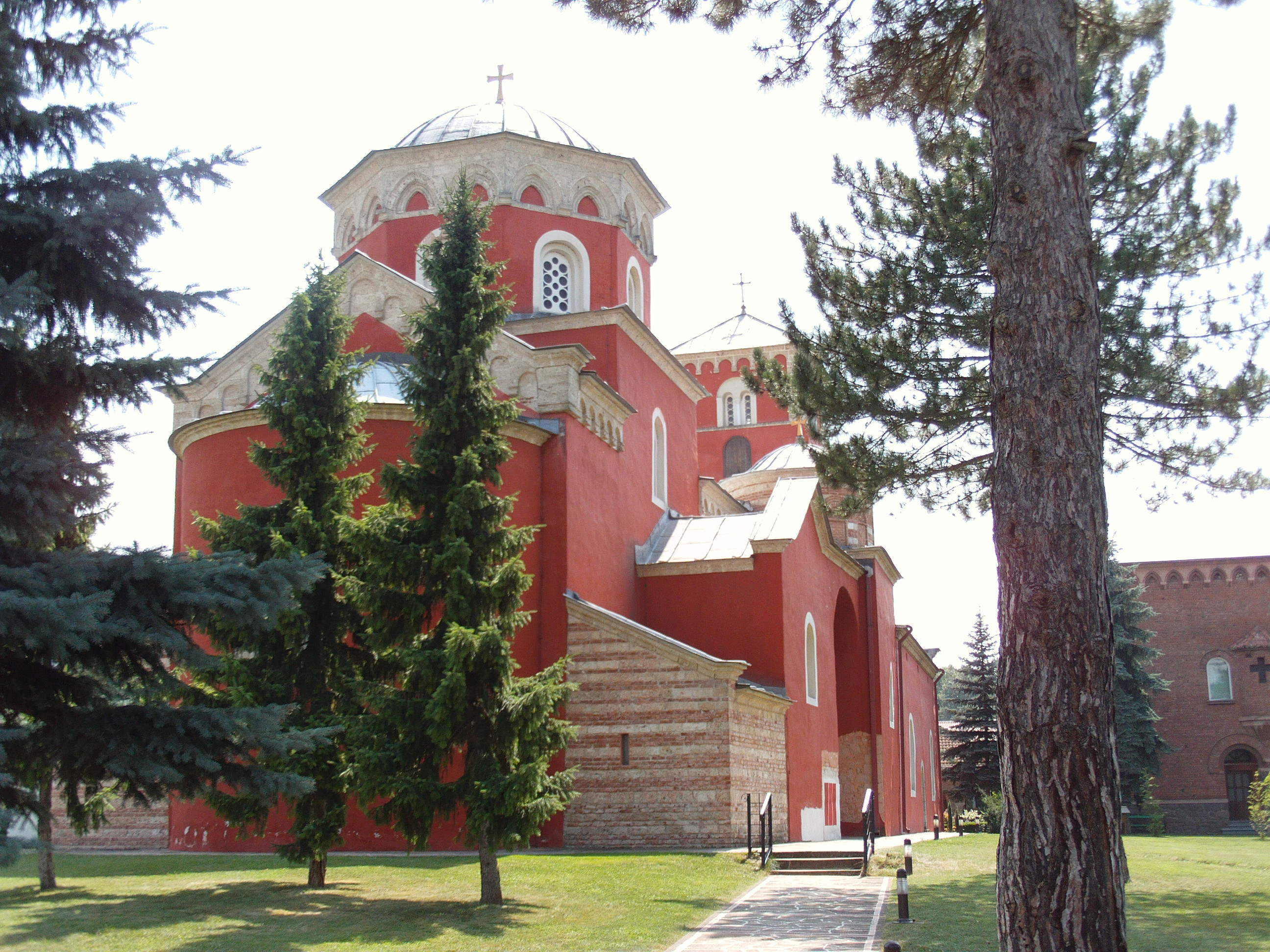
Le monastère de Žiča, siège de l'éparchie de Žiča

## Politique
À la suite des élections locales serbes de 2008, les 45 sièges de l'assemblée municipale de Bajina Bašta se répartissaient de la manière suivante :
| Parti                                                                         | Sièges |
| ----------------------------------------------------------------------------- | ------ |
| Parti radical serbe                                                           | 15     |
| Pour une Serbie européenne                                                    | 13     |
| Parti démocratique de Serbie - Nouvelle Serbie                                | 8      |
| Parti socialiste de Serbie - Parti des retraités unis de Serbie - Serbie unie | 8      |
| Autre                                                                         | 1      |

Miloje Savić, membre du Parti socialiste de Serbie (SPS), a élu président (maire) de la municipalité. Adam Stefanović, qui faisait partie de la coalition Pour une Serbie européenne, soutenue par le président Boris Tadić, a été élu président de l'assemblée municipale.

## Culture
Bajina Bašta possède une bibliothèque, la Bibliothèque nationale Miloš Trebinjac (en serbe : Narodna biblioteka Miloš Trebinjac).
Parmi les manifestations culturelles organisées dans la région figurent les Jours de Rača près de la Drina (en serbe : Dani Rače ukraj Drine) ; créée en 1995, cette manifestation se déroule dans la première semaine d'octobre à Bajina Bašta et au monastère de Rača et elle présente un programme de musique, de peinture, de littérature et de théâtre, ainsi que des réunions scientifiques.

## Sport
Bajina Bašta possède plusieurs clubs de football : le FK Sloga, créé en 1940, le FK Kosmos et le FK Perućac. Le basket-ball est représenté par le KK Bajina Bašta et le KK Bonus ; la ville abrite également un club de volley-ball et un club de handball. On y trouve aussi un club de tir, le club Radenko Jovanović-Raša et plusieurs clubs de karaté : les clubs Bajina Bašta, Omladinac et Tara. Le club Gina permet la pratique du sport automobile et le club Drina celle du rafting.
La ville possède une Salle de sport (en serbe : Sportska hala), qui dispose de 1 050 places assises ; sous les gradins se trouve une salle de gymnastique 90 m2, équipée pour le karaté, ainsi qu'un gymnase de 35 m2. Le centre de sports et de loisirs Lug (Sportsko-rekreativni centar Lug) est complexe en plein air qui couvre une superficie de 6,5 ha ; on y trouve notamment deux terrains de football, deux pistes pour le saut en longueur ou le triple saut, une piste pour le saut en hauteur, une piste pour le lancer du javelot et le lancer du disque, ainsi que trois terrains pour le basket-ball et trois autres pour le volley-ball. Le stade municipal (Gradski stadion) est susceptible d'accueillir 5 000 spectateurs et sert de site privilégié pour le FK Sloga.
Parmi les manifestations sportives organisées dans la ville et dans sa région, on peut citer les Jours de Mladica (en serbe : Dani Mladice), un concours de pêche sportive et de cuisine organisé par l'Association de pêcheurs Mladica en juillet, le rallye automobile de Bajina Bašta (Auto reli u Bajinoj Bašti), organisé depuis 1987 par le club Gina, la régate de la Drina, qui a lieu à la mi-juillet, et la Course d'aventure de Tara (Avanturistička trka), organisée en collaboration par le Centre sportif et touriste de Bajina Bašta et le Parc national de Tara.

## Éducation
Bajina Bašta possède deux écoles élémentaires (en serbe : osnovne škole) : l'école Rajak Pavićević et l'école Saint Sava.  Elle abrite également deux établissements d'études secondaires (srednje škole), le Lycée Josif Pančić (Gimnazija Josif Pančić), dont l'origine remonte à 1945 et qui existe dans sa structure actuelle depuis 1965 et l'école technique (Tehnička škola).
La ville dispose d'un établissement d'études supérieures, l'École supérieure de diplomatie, de sécurité et de gestion d'entreprises (Visoka škola za diplomatiju i bezbednost i preduzetni menadžment).

## Économie

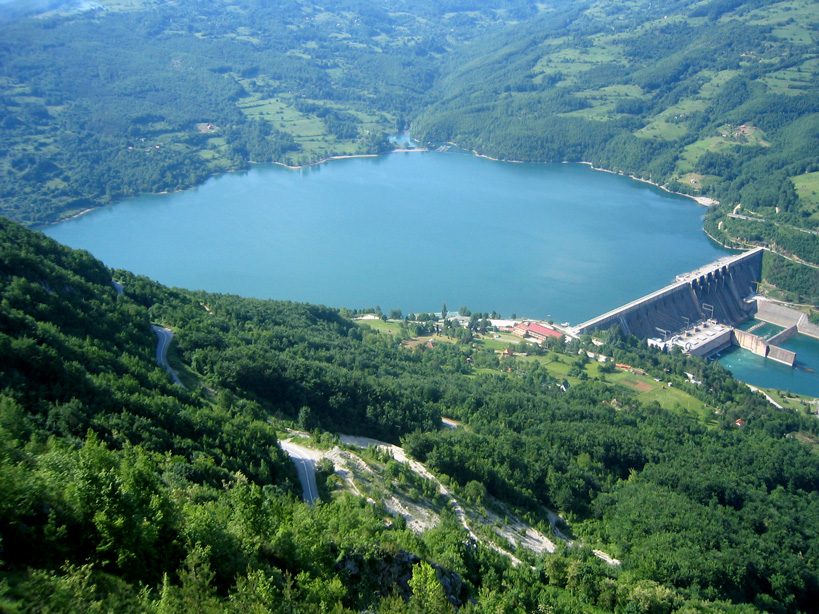
La centrale hydroélectrique de Perućac

La région de Bajina Bašta est essentiellement agricole. Dans la vallée de la Drina, on cultive du blé, du tabac et des herbes médicinales, exploitées par la société Bajinovac, une entreprise agricole. On y produit aussi des prunes, qui servent à la fabrication d'une eau-de-vie régionale appelée Klekovača ; la rakija est produite par les sociétés Kleka, à Bajina Bašta, et Tim, à Pilica. La région de Bajina Bašta est également renommée pour sa production de framboises. La municipalité est une zone d'élevage bovin ; liée à cette activité, la laiterie Spasojević travaille dans le village de Crvica. Plusieurs entreprises travaillent dans l'élevage et la transformation des poissons, comme la société Ribnjak Rača, située à Lug et créée en 1991, qui élève, conditionne et vend des truites et des saumons, et Perućac, créée en 2000, qui, entre autres, élève ou conditionne des truites, des saumons, des carpes, des maquereaux ou des mérous. La production de miel est représentée par la société Pčelica sa Tare, créée en 2003, et par l'Association des apiculteurs de Bajina Bašta (en serbe : Udruženje pčelara Bajina Bašta).
Avant les Guerres de Yougoslavie, Bajina Bašta possédait de nombreuses entreprises, qui, pour la plupart, ont dû fermer à cause des sanctions économiques contre la Serbie. Aujourd'hui, l'entreprise la plus importante de la ville est la société publique Drinsko-Limske hidroelektrane, une des onze entités constituant le groupe énergétique Elektroprivreda Srbije (EPS) créé en 2005 ; dans le secteur immédiat de Bajina Bašta, elle possède et exploite la centrale hydroélectrique Bajina Bašta (Hidroelektrana Bajina Bašta), construite de 1962 à 1966 à Perućac et qui produit 1,819 GW par an d'énergie électrique ; la centrale hydroélectrique réversible Bajina Bašta (Reverzibilna hidroelektrana Bajina Bašta) a été construite sur le Beli Rzav, le « Rzav blanc » en 1982 ; elle produit annuellement 501 GW. La mini centrale Vrelo à Perućac (Mini hidroelektrana Vrelo Perućac) a été mise en service en 1927 ; elle a été restaurée en 1987 et produit 350 MW par an.
Parmi les autres entreprises de la ville, on peut citer Crni Vrh, qui fabrique des meubles, Kadinjača, qui travaille dans le domaine du textile. Elektroizgradnja Bajina Bašta, créée en 1977, produit des pièces en béton pour l'industrie de la construction et Raszvoj travaille dans le domaine de la construction.

## Tourisme

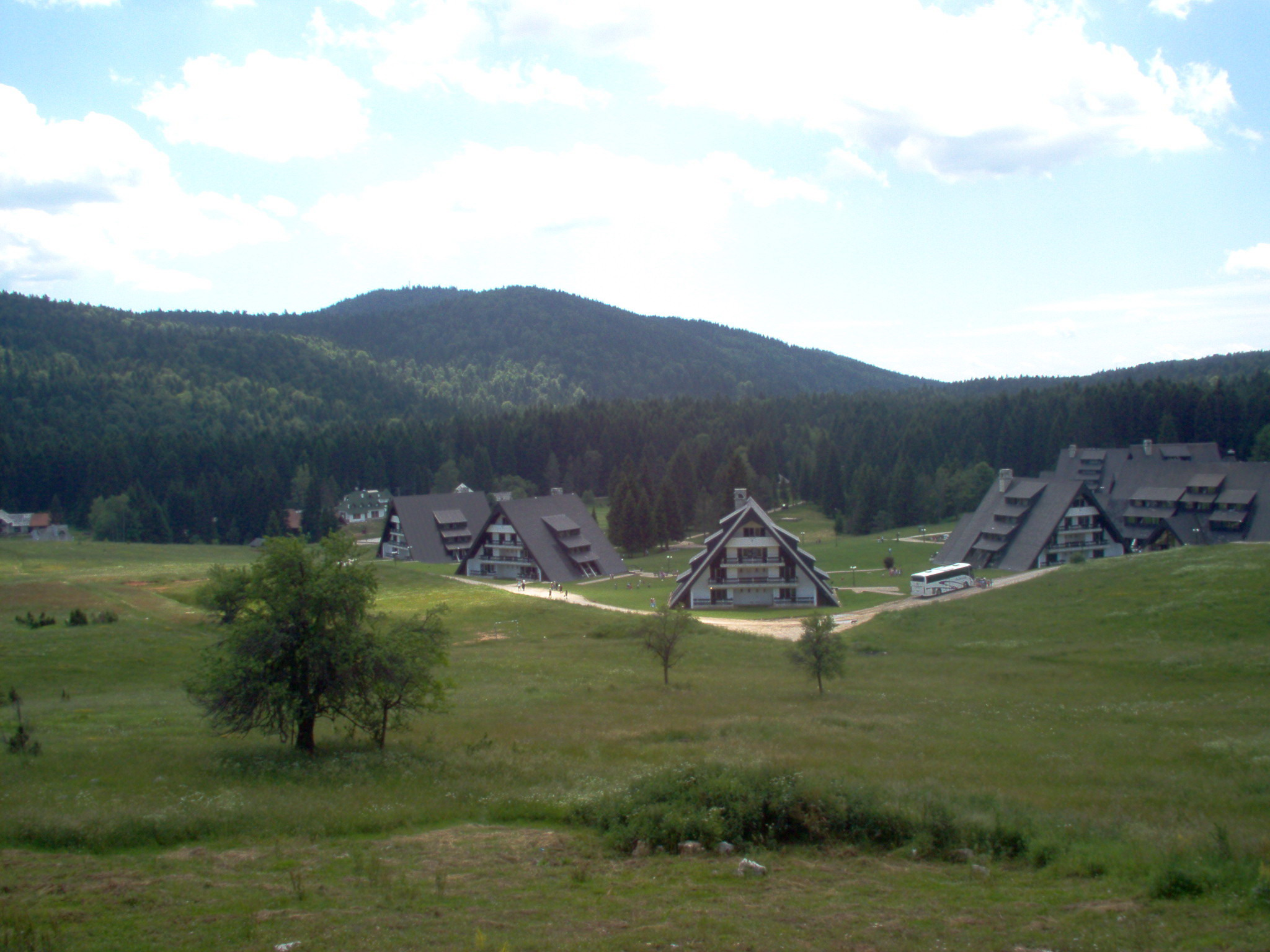
Mitrovac

Bajina Bašta constitue une importante destination touristique en raison du parc national de Tara qui est situé sur son territoire. Les monts Tara sont aménagés pour le tourisme. La ville, située au pied du massif, peut constituer un bon point de départ pour la visite de la région. Le village de Kaluđerske Bare, situé au sud-est du massif et à 16 km de Bajina Bašta, est un des centres touristiques de la région, avec quelques hôtels et restaurants, ainsi que quelques installations sportives. Le hameau de Mitrovac offre également des possibilités d'hébergement, mais il abrite surtout un important centre de vacances pour les enfants. Situé à 5 km de Kaluđerske Bare, le hameau de Šljivovica constitue lui aussi un point de chute dans les monts Tara. À l'ouest du massif, la Maison de montagne Javor (en serbe : Planinski dom Javor), située à Predov krst offre aussi quelques chambres et constitue un centre d'excursion important,. Il est également possible de pratiquer le camping, de loger chez l'habitant ou de louer des appartements et des maisons.

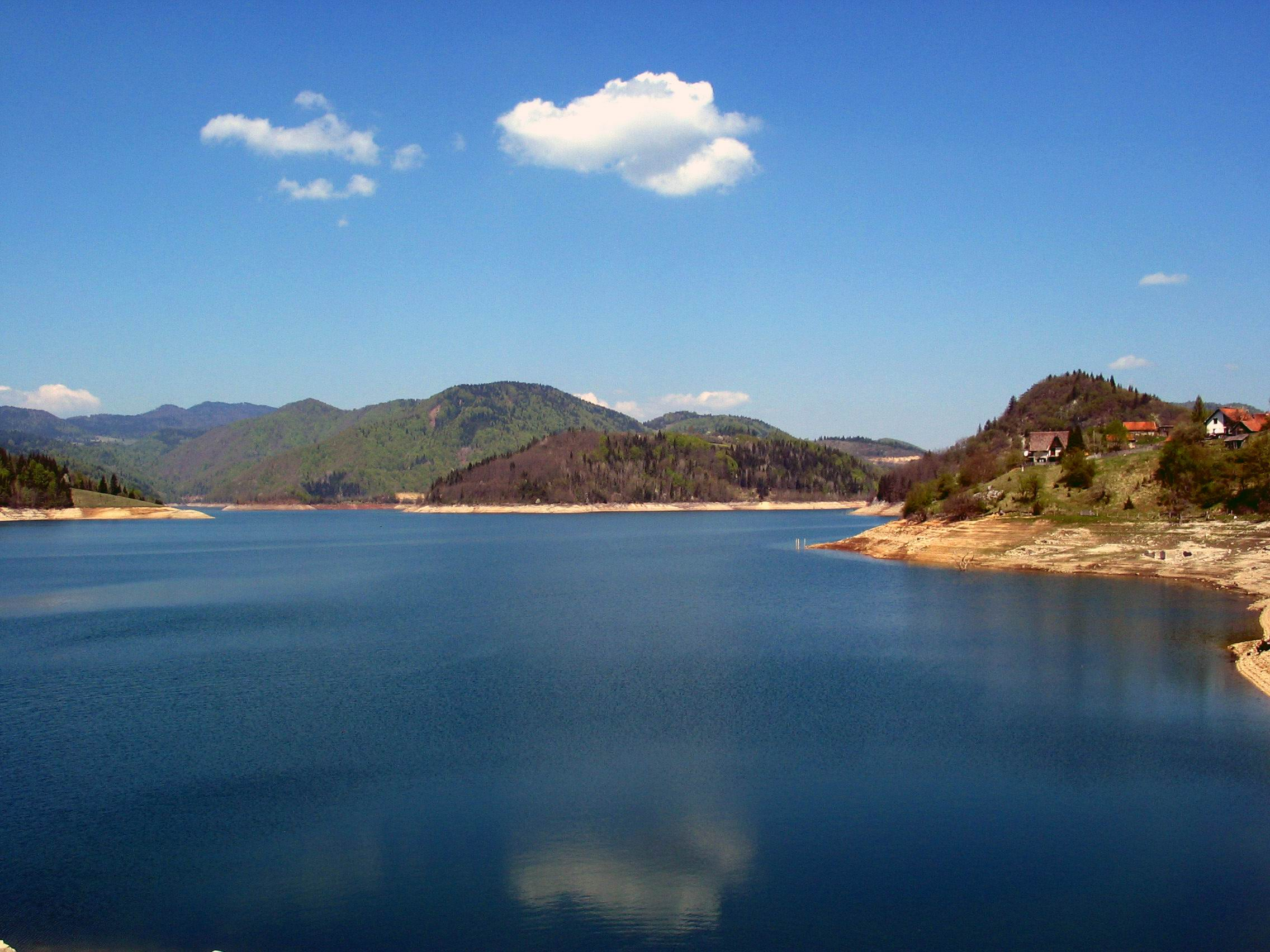
Le lac de Zaovine

Les monts eux-mêmes et le parc national offrent aux visiteurs de nombreuses possibilités d'excursions, avec comme but principal les gorges de la Drina. Dix neuf chemins de randonnée, entièrement balisés, sillonnent le parc naturel de Tara et forment un réseau de 100 km. De nombreux parcours prennent comme point de départ Mitrovac, comme le chemin qui passe par Krnja Jela et, après 10 km de marche, conduit au mont Zborište. À l'ouest du massif, la Maison de montagne Javor (en serbe : Planinski dom Javor), à Predov krst, constitue le point de départ de nombreux autres circuits ; un parcours passe à Bulibanovac et rejoint le mont Zborište, un autre passe par Manastirski stanovi (Kaluđerski stanovi) et rejoint le Monastère de Rača. Tous ces parcours, compris entre 3 et 18 km, sont en général considérés comme de difficulté moyenne. Les monts Tara sont également aménagés pour le cyclotourisme. La société publique NP Tara (« Parc national de Tara ») a créé le Projet Tarocikl qui gère et entretient 420 km de pistes cyclables, d'asphalte ou de graviers, organisées en 27 circuits. Sur les chemins sillonnant Tara, des belvédères ont été aménagés. Celui de Banjska stena, à 10 km de Mitrovac, situé à une altitude de 1 065 m, offre un vaste point de vue sur les gorges de la Drina et le lac de Perućac. Celui de Bilješka stena se trouve à 6 km de Predov krst ; situé à 1 225 m d'altitude, il offre un vaste panorama incluant la Drina, le lac de Perućac ; de ce belvédère, la vue s'étend jusqu'à Bajina Bašta. Parmi les autres belvédères importants figurent ceux de Kozja stena et de Crnjeskovo.

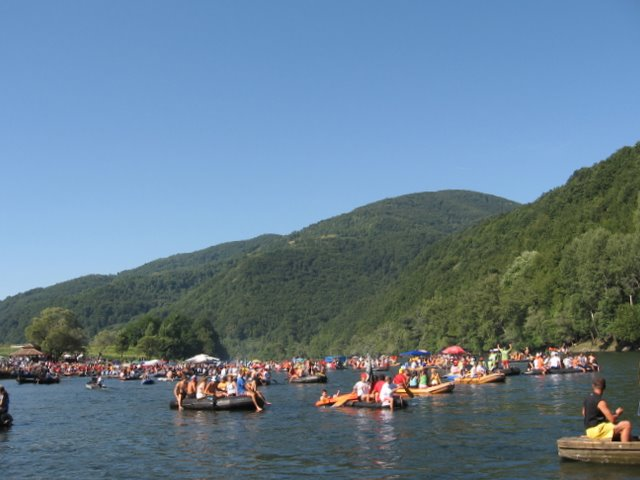
La Régate de la Drina, près de Ljubovija, au nord de Tara

Les sports nautiques sont également pratiqués à Tara, comme le rafting dans les gorges de la Drina ; le Rafting Klub Drinska regata de Ljubovija, organise également plusieurs régates, dont la Régate du Nouvel An (en serbe : Novogodišnja regata) et, en juillet, la Régate de la Drina (en serbe : Drinska regata) ; en 2010, cette dernière manifestation a rassemblé près de 15 000 personnes. Moins sportives, des promenades en bateau sont également possibles sur la rivière Drina et les lacs du massif. Les rivières et les lacs de Tara offrent également des possibilités pour les pêcheurs, notamment par l'intermédiaire de l'association OSR Mladica (en serbe : Organizacija sportskih ribolovaca Mladica), l'« Organisation des sports de pêche Mladica », dont le siège est à Bajina Bašta. Les forêts du massif, très giboyeuses, constituent un terrain privilégié pour les chasseurs. La chasse est encadrée par la Société de chasseurs Soko (Lovačko udruženje Soko), créé en 1902 et qui gère une superficie de 47 825 ha, dont 41 025 ha de zone de chasse ; parmi le gibier présent dans le secteur, on peut citer le chevreuil, le sanglier, le lièvre, le faisan, le canard colvert, la perdrix, le loup, le renard et la fouine.
Sur le plan culturel, la municipalité abrite des vestiges du Néolithique, de l'Âge du fer, ainsi que ceux d'anciens villages illyriens ou romains. La région plusieurs sites classés sur la liste des monuments culturels de Serbie, dont un remonte au Moyen Âge : la nécropole des stećci, près de Perućac, avec ses tombes monumentales qui datent des XIVe et XVe siècles. L'ancienne forteresse de Solotnik, sur le territoire du village de Solotuša, aujourd'hui ruinée, a sans doute été construite au XIIIe siècle ou au XIVe siècle. Le monastère orthodoxe serbe de Rača, classé, a été fondé par le roi Stefan Dragutin (1276-1282) et, dans son état actuel, remonte à 1795. L'église en bois du village de Dub, elle aussi classée, a été construite en 1792. La ville de Bajina Bašta, quant à elle, possède une architecture typique de la fin du XIXe siècle et de la première moitié du XXe siècle.

## Médias
Le magazine BB Glas (« La Voix de Bajina Bašta ») est publié une fois par mois. Le bulletin Patrimoine de Bajina Bašta (en serbe : Bajinobaštanska Baština), réalisé par l'association Baština, est publié quatre fois par an et tiré à 1 000 exemplaires.
Le média le plus important de la ville est RTV Prima, une station de radio et une chaîne de télévision locales. La radio a commencé à émettre en 1992 sous le nom de Radio Bajina Bašta en tant que radio locale privée qui proposait des programmes de divertissement, d'information et de musique ; dans les années 1990, elle a participé à la création de l'ANEM, l'Association des médias électroniques indépendants (en serbe : Asocijacija Nezavisnih Elektronskih Medija), relayant alors des radios comme la BBC, Voice of America ou Radio Free Europe ; en 2003, la radio a pris le nom de Radio Primus. La chaîne de télévision Prima, quant à elle, à commencer à diffuser ses émissions le 15 mai 1997.
Parmi les autres médias, on peut citer les stations Fan radio, créée en 2006 ou Radio Četiri (« Radio Quatre »), créée en 2009.

## Transports
Toutes les routes reliant Bajina Bašta au reste du réseau routier de Serbie sont des routes régionales, tandis que celles qui sillonnent les monts Tara sont d'importance secondaire ; elles franchissent des cols comme ceux de Bukova glava (1 246 m) ou de Golubac (1 057 m). La route la plus importante du secteur est située à la bordure méridionale du massif : il s'agit de la route européenne E761, qui, venant d'Užice, passe à Kremna et qui, s'orientant ensuite vers le sud-ouest, passe à Mokra Gora et Kotroman, avant de rejoindre la ville de Goražde en Bosnie-Herzégovine. La gare ferroviaire la plus proche de Bajina Bašta est celle de Braneško Polje, qui se trouve à 12 km du massif de Tara ; elle est située sur la ligne Belgrade-Bar. L'aéroport le plus proche est celui d'Užice-Ponikve ; gravement endommagé par les bombardements de l'OTAN en Serbie lors de la guerre du Kosovo, il est encore en reconstruction.

## Personnalités
Le poète, écrivain, linguiste et académicien Milosav Tešić est né dans le village  de Lještansko en 1947. Svetislav Basara, un écrivain et un homme politique, est né à Bajina Bašta en 1953 ; particulièrement actif au sein du Parti chrétien démocrate de Serbie, il a été ambassadeur à Chypre ; en tant qu'écrivain, il a remporté le prix NIN du meilleur roman en 2006.
Dans le domaine du sport, Bajina Bašta est la ville des footballeurs Miloš Milutinović (1933-2003), Bora Milutinović (né en 1944), Radiša Ilić (1977-2025) et Milan Jovanović (né en 1981).

### Liens externes

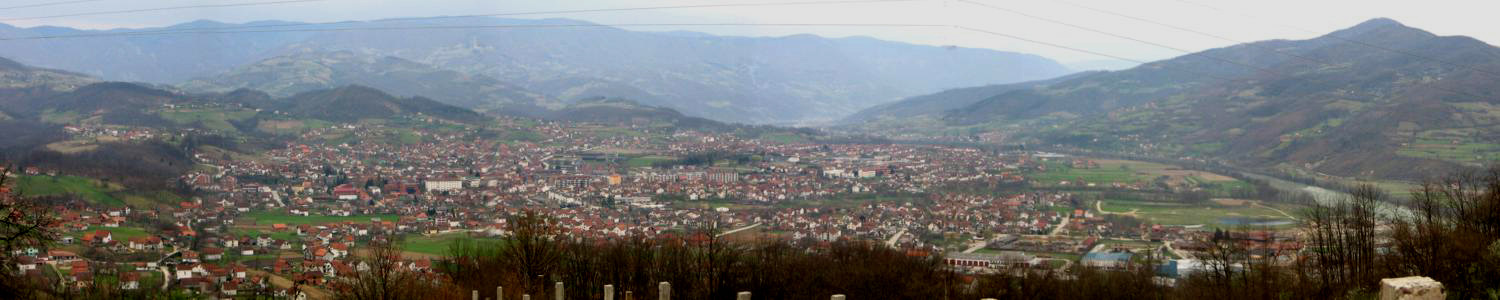
Vue générale de Bajina Bašta